# Distretto di Žaškiv
Il distretto di Žaškiv (in ucraino Жашківський район?) era un distretto (rajon) dell'Ucraina, situato nell'oblast' di Čerkasy. Il suo capoluogo era Žaškiv. È stato soppresso con la riforma amministrativa del 2020.